# Stephanopis quinquetuberculata
Stephanopis quinquetuberculata là một loài nhện trong họ Thomisidae.
Loài này thuộc chi Stephanopis. Stephanopis quinquetuberculata được Władysław Taczanowski miêu tả năm 1872.